# Tomelilla motorklubb
Tomelilla Motorklubb har ca 1 400 medlemmar och är en av Sveriges största klubbar. 
Klubben bildades 1962 och bedrev till en början verksamheter i motocross och rally. Klubben deltog bland annat i VM-tävlingar i sidovagnsmotocross.
I början av 1970-talet införde Tomelilla MK som en av de första klubbarna i Sverige rallycross på sitt program. Under åren har ett flertal EM- och SM-tävlingar arrangerats på Svampabanan. 
Tomelilla Motorklubb var den första klubben som arrangerade populära TV-tävlingar med mästarmöte i rallycross. Detta medförde också ett lyft för klubben men innebar också stora satsningar på hela anläggningen i form av byggnader, publikläktare, asfalt och skyddsräcken till höga kostnader. I början av 1980-talet investerades det i bland annat en campingbyggnad med duschar, toaletter och kök.
1992 blev klubben tilldelad en VM-tävling i motocross vilket innebar ytterligare satsningar med bland annat ett nytt kombinerat speaker-, tidtagnings- och varvräkningssekreteriat på MC-banan och ny banbegränsning runt den 1 750 m långa motocrossbanan till skydd för såväl tävlande som åskådare. 
I samband med detta anlades även en knattecrossbana för de allra minsta förarna. På rallycrossbanan åker man även folkrace. Under de senaste åren har klubben deltagit RM- och SM-tävlingar i crosskart där klubben haft framgångar. 1991 utvidgades verksamheten att även omfatta miniracing vilket innebar att en ny bana för detta ändamål projekterades och byggdes. Det finns även en inomhusbana för miniracing.

## Förarprestationer
- 1:a Junior-VM i Lag Motocross

- 2:a Junior-VM i Lag Motocross

- 2:a Junior-VM individuellt

- 1:a Europamästerskapen i Rallycross för Landslag

- 2:a, 3:a, 4:a i Europamästerskapet i Rallycross

- 1:a NM i Crosskart Tony Nilsson

- 2:a SM i Crosskart

- 1 SM-guld i Lag Motocross

- 6 SM-guld i Rallycross

- 2 SM-guld i Banracing

- 1:a Rallycross Junior

- 1:a SGCC i Formel Yamaha - Karting Tony Nilsson
- 1:a SM karting Alfred Nilsson